# Каліфорнійський інститут мистецтв
Каліфорнійський інститут мистецтв (англ. California Institute of the Arts, або CalArts) — приватний інститут, розташований в місті Санта-Кларіта, штат Каліфорнія, США. На сьогоднішній день вважається одним з найкращих вищих навчальних закладів у Сполучених Штатах в сфері мистецтвознавства.

## Історія
Каліфорнійський інститут мистецтв був заснований за ініціативою Волта Діснея у 1961 році внаслідок злиття Шуїнарського художнього інституту та Лос-Анджелеської музичної консерваторії (обидва заклади на той момент переживали не найкращі часи). 3 травня 1969 року почалось будівництво нового кампусу інституту в районі Валенсія (м. Санта-Кларіта), відкриття якого відбулось у листопаді 1971 році. У 1994 році заклад сильно постраждав внаслідок землетрусу в Нортриджі. 
Головною особливістю навчального процесу в інституті є не примус, а творчий діалог між викладачем та студентами. Кожний студент проходить курс за обраною спеціальністю. В інституті навчають теорії образотворчого мистецтва, написання сценарію, музиці, кіно та відеозйомці, театральному мистецтву і танцям.

## Відомі випускники
- Алекс Гірш
- Білл Ірвін
- Генрі Селік
- Девід Гассельгофф
- Джо Ранфт
- Джон Лассетер
- Ед Гарріс
- Еліза Куп
- Ендрю Стентон
- Кеті Сагал
- Лаура Різзотто
- Лорен Фауст
- Майк Мітчелл
- Майкл Кадлітц
- Ріта Мак-Брайд
- Річ Мур
- Софія Коппола
- Тім Бертон